# Iglesia de San Gonzalo (Sevilla)
La iglesia de San Gonzalo es la sede de una parroquia católica del barrio de Triana, en la ciudad de Sevilla, Andalucía, España.
Fue construida entre 1938 y 1942 para atender a la nueva barriada de casas baratas impulsada por el gobernador militar de la plaza, Gonzalo Queipo de Llano, y dedicada a San Gonzalo de Amarante santo patrón de quien toma el nombre. Elevada a parroquia, fue encomendada a la Congregación de la Misión.

## Historia
El templo se encuentra en el barrio León, zona de expansión del barrio de Triana durante los años de la Guerra Civil y siguientes. La primera piedra fue colocada el 29 de junio de 1938, actuando de madrina Genoveva Martí Tovar, esposa de Queipo de Llano. 
El 26 de abril de 1942 se instituyó por decreto del cardenal Pedro Segura y Sáenz la nueva Parroquia de San Gonzalo, segregando su jurisdicción de las de las parroquias de Santa Ana y de Nuestra Señora de la O. El templo fue inaugurado por él mismo el 12 de junio de ese año. 
En abril de 1977 un incendio en el monumento de Semana Santa afectó a un retablo completo y a varias imágenes.

## Descripción

### Exterior
El exterior del templo resulta muy sencillo, y destaca la fachada con portada neoclásica de piedra artificial y frontón partido con una imagen de San Gonzalo de Amarante, rematando el conjunto una espadaña de estilo sevillano con tres campanas. A ambos lados, dos paneles de azulejos representan escenas de San Gonzalo de Amarante.

### Interior
La iglesia presenta planta de cruz latina con dos pequeñas naves laterales que sirven de acceso al crucero, y tribuna elevada sobre el cancel. La sencillez del espacio queda dignificada por un vistoso zócalo de azulejería trianera, con imágenes religiosas representativas de la ciudad, de la Congregación de la Misión, y de devociones particulares de los donantes.
En el altar mayor, un sencillo retablo neoclásico alberga las imágenes de la Virgen Milagrosa y San Gonzalo de Amarante, mientras que en el Sagrario, situado en el crucero del lado de la epístola, se encuentran las imágenes titulares de la hermandad: Nuestro Padre Jesús en Su Soberano Poder Caifás, Nuestra Señora de la Salud Coronada y San Juan Evangelista.

## Hermandades
La iglesia es sede de la Hermandad de San Gonzalo y la Hermandad del Rosario de Barrio León.